# الشواف (العدين)

تعديل مصدري - تعديل

الشواف محلة تابعة لقرية القبقاب، التابعة لعزلة قصل بمديرية العدين إحدى مديريات محافظة إب في الجمهورية اليمنية.، بلغ تعداد سكانها 27 حسب تعداد اليمن لعام 2004.